# ケアナエ
ケアナエ（Keanae）は、アメリカ合衆国ハワイ州マウイ郡にある非法人地域。

## 地形
マウイ島の北東に位置している。北にはヌアアイルア湾があり、東にワイルアがある。

## 交通
ステート・ハイウェイ360が南に通っている。